# Netsuke

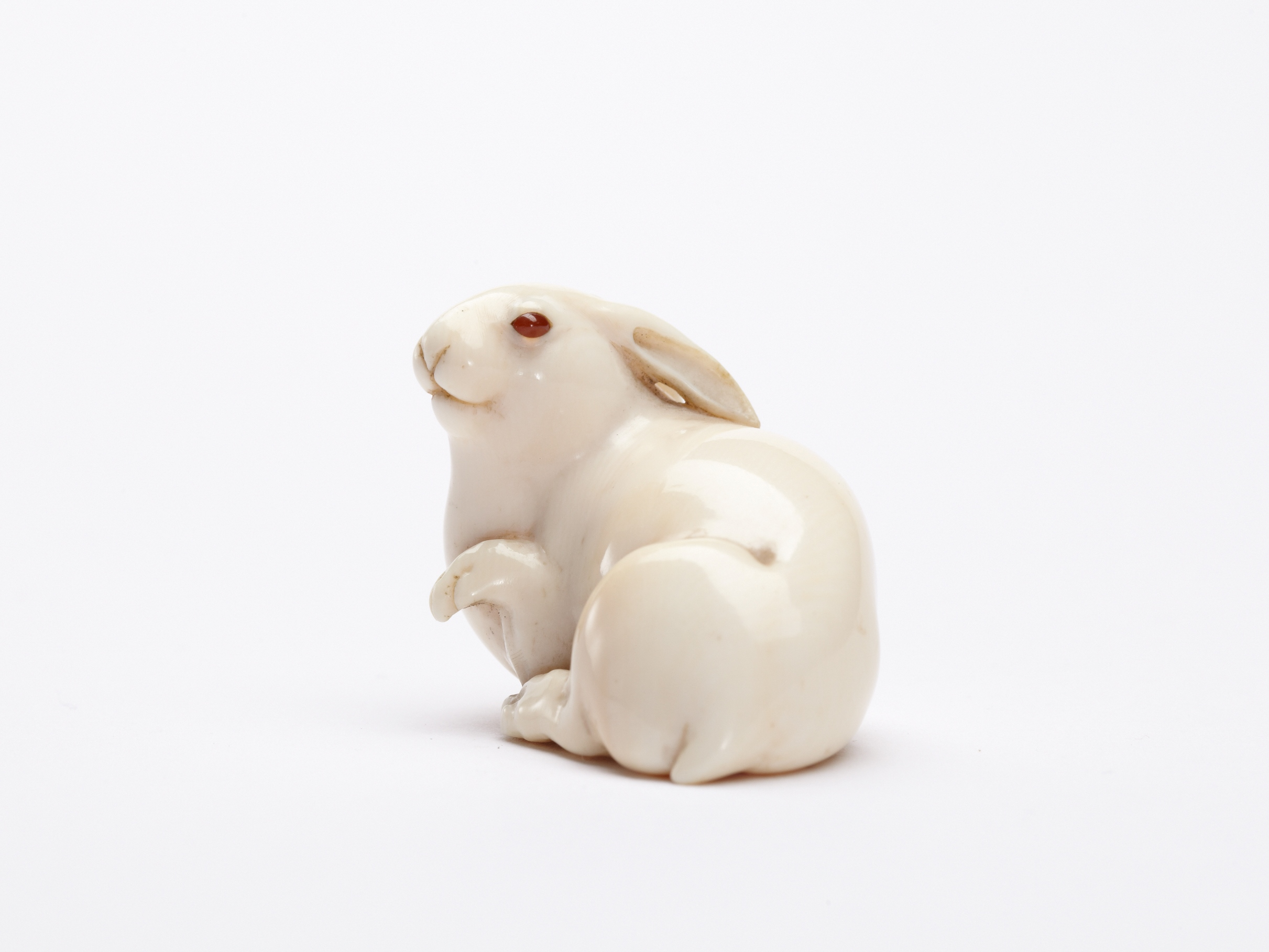
Hase mit Bernsteinaugen. Ein Netsuke von Masatoshi, Osaka, ca. 1880, signiert, aus Elfenbein, Bernstein, Büffelhorn (Sammlung Ephrussi)

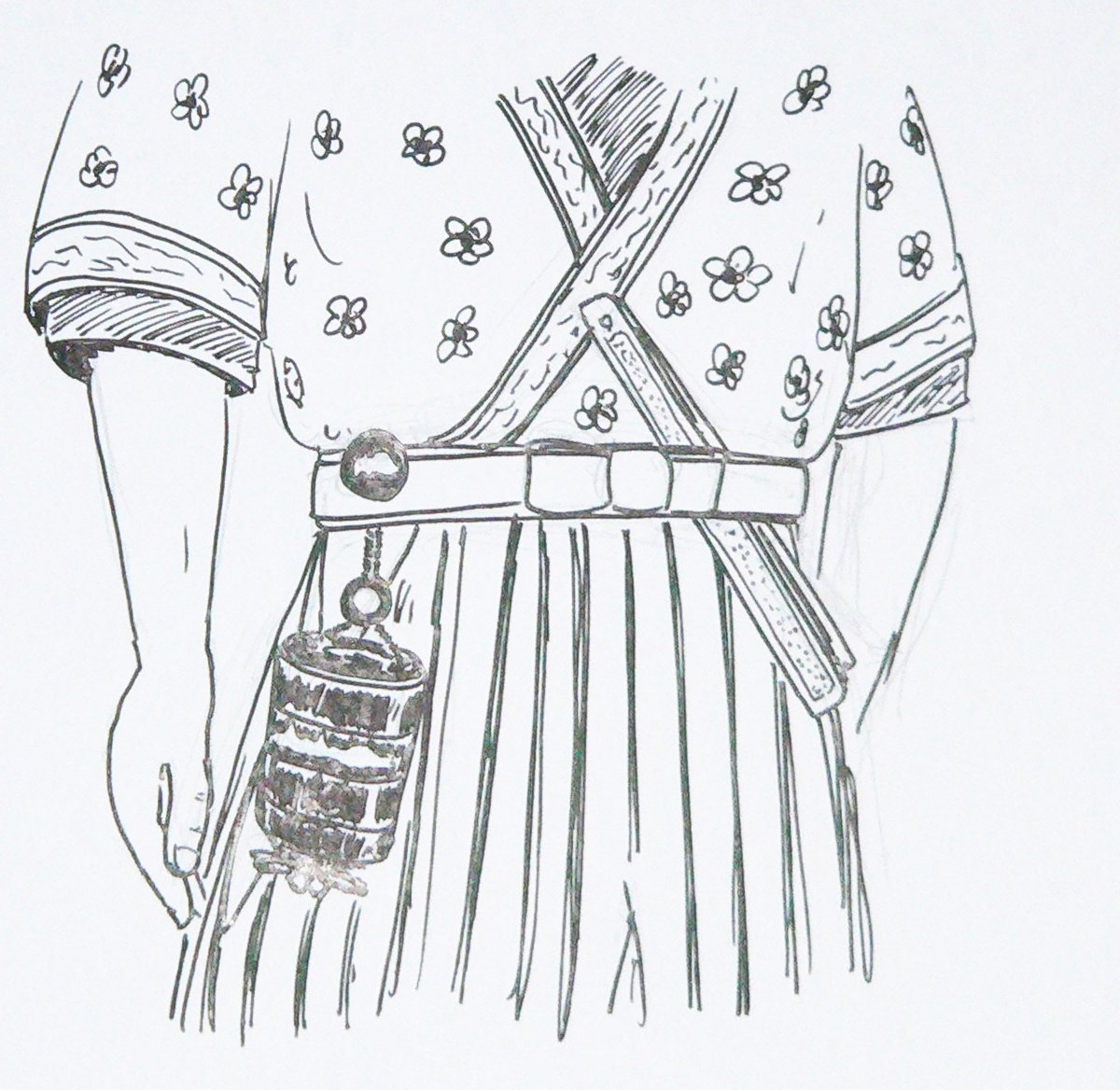
Inrō, mit Netsuke befestigt - Die Schließe, die am Obi eingehängt ist, ist ein Netsuke. Der darunter hängende Kasten ist ein Inro.

Netsuke (japanisch 根付) sind kleine geschnitzte Figuren aus Japan. Sie dienten als Gegengewicht bei der Befestigung eines Sagemono (‚hängendes Behältnis‘) wie z. B. eines Inrō, einer flachen, kleinen, mehrteiligen Lackholzdose am Obi des taschenlosen Kimono. Zur Befestigung der Kordel finden sich an den meisten Netsuke zwei Schnurlöcher, welche Himotoshi genannt werden.
Bevorzugtes Material waren ursprünglich Wurzelholz, Elfenbein, aber auch Wal- und Walrosszähne, Holz, insbesondere Buchsbaum, Bambus, Hirschhorn und weitere.
Sie entstanden im ausgehenden 17. Jahrhundert mit dem Erstarken des Bürgertums und hielten sich bis in die 1880er Jahre, als der Kimono als Alltagskleidungsstück außer Gebrauch geriet. Als Kunstobjekte werden sie jedoch bis in die Gegenwart hergestellt.
Dargestellt wurden mythologische Figuren, insbesondere die Sieben Glücksgötter, Tiere, Blumen, Früchte sowie Gegenstände und Szenen aus dem Alltag sowie mit religiösem Bezug, beispielsweise zum Shinto-Kult oder Buddhismus. Einer der berühmten Netsuke-Schnitzer (Netsukeshi) war Masanao aus der Kyōto-Schule.

## Formen
Es werden mehrere Formen unterschieden, beispielsweise
- katabori (形彫) – kompakte, rundliche Skulpturen (weit verbreitet)
- anabori (穴彫) – hohle, muschelartige Skulpturen
- men (面) – Kopf- oder Masken-Netsuke, oft Verkleinerungen von Nō-Masken (weit verbreitet)
- sashi (差) – lange, stab- oder nadelförmige Netsuke
- manjū (饅頭) – runde, knopfartige Netsuke mit Reliefs
- ryūsa (柳左) – ähnlich wie manjū, jedoch durchbrochen geschnitzt
- kagamibuta (鏡蓋) – wie ein kleiner Napf mit einem Deckel aus verziertem Metall
- karakuri (からくり) – alle Netsuke mit beweglichen Teilen oder verstecktem Inhalt

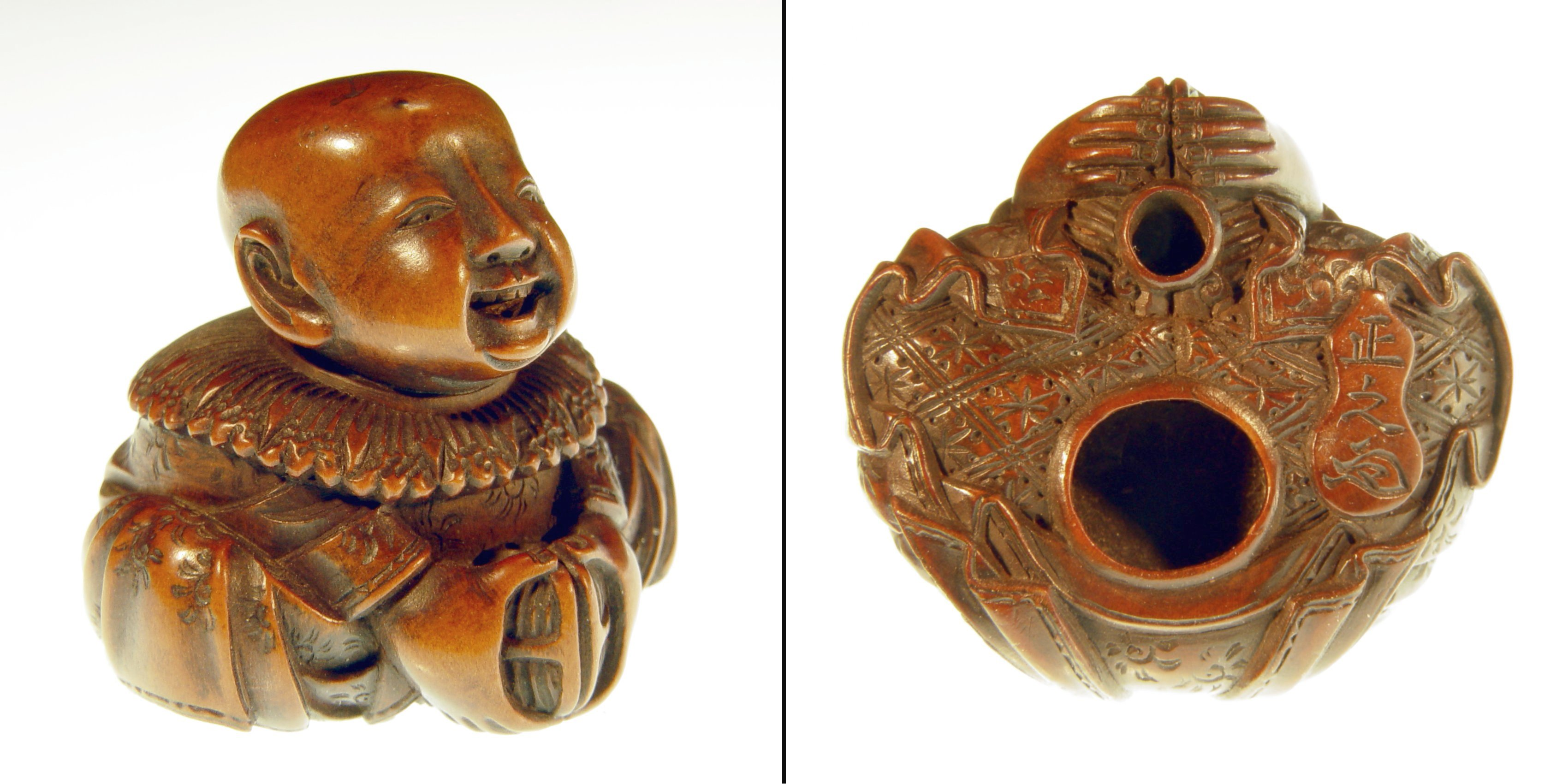
Katabori-Netsuke
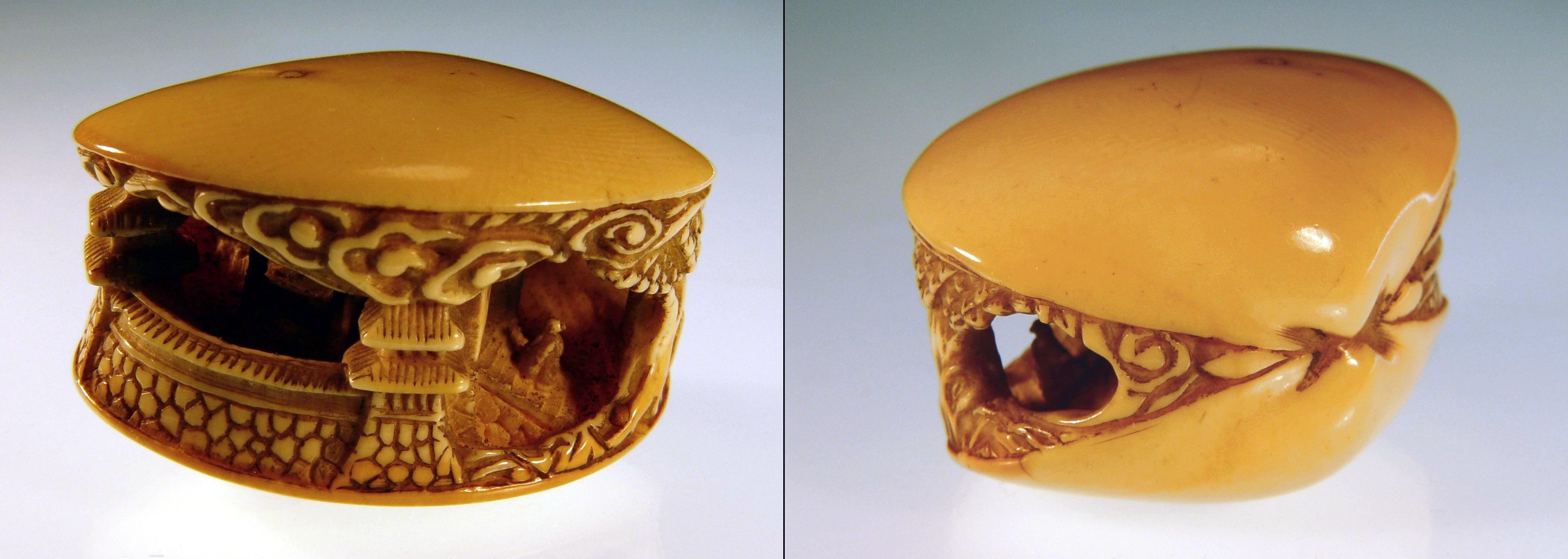
Anabori-Netsuke
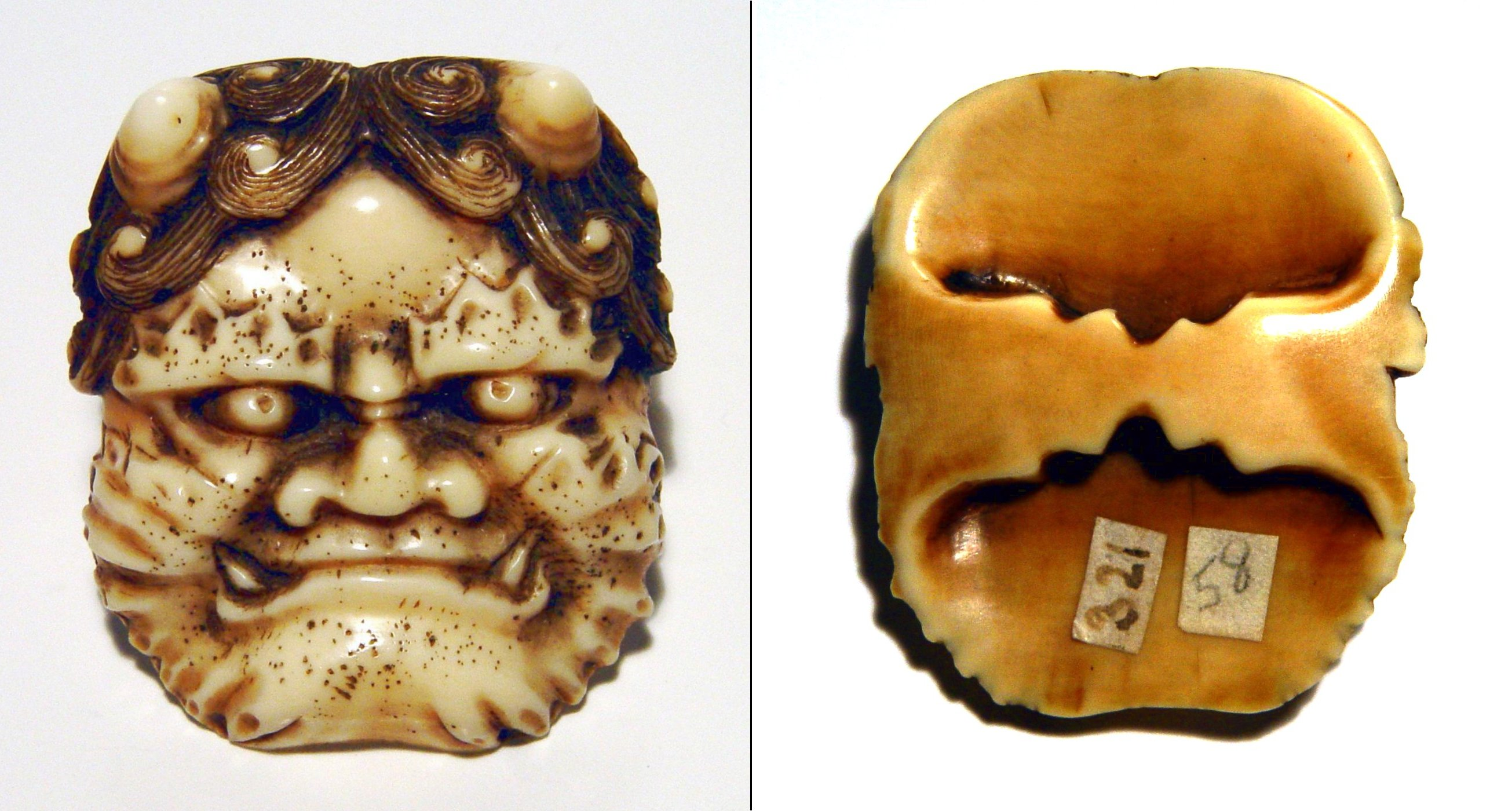
Men-Netsuke
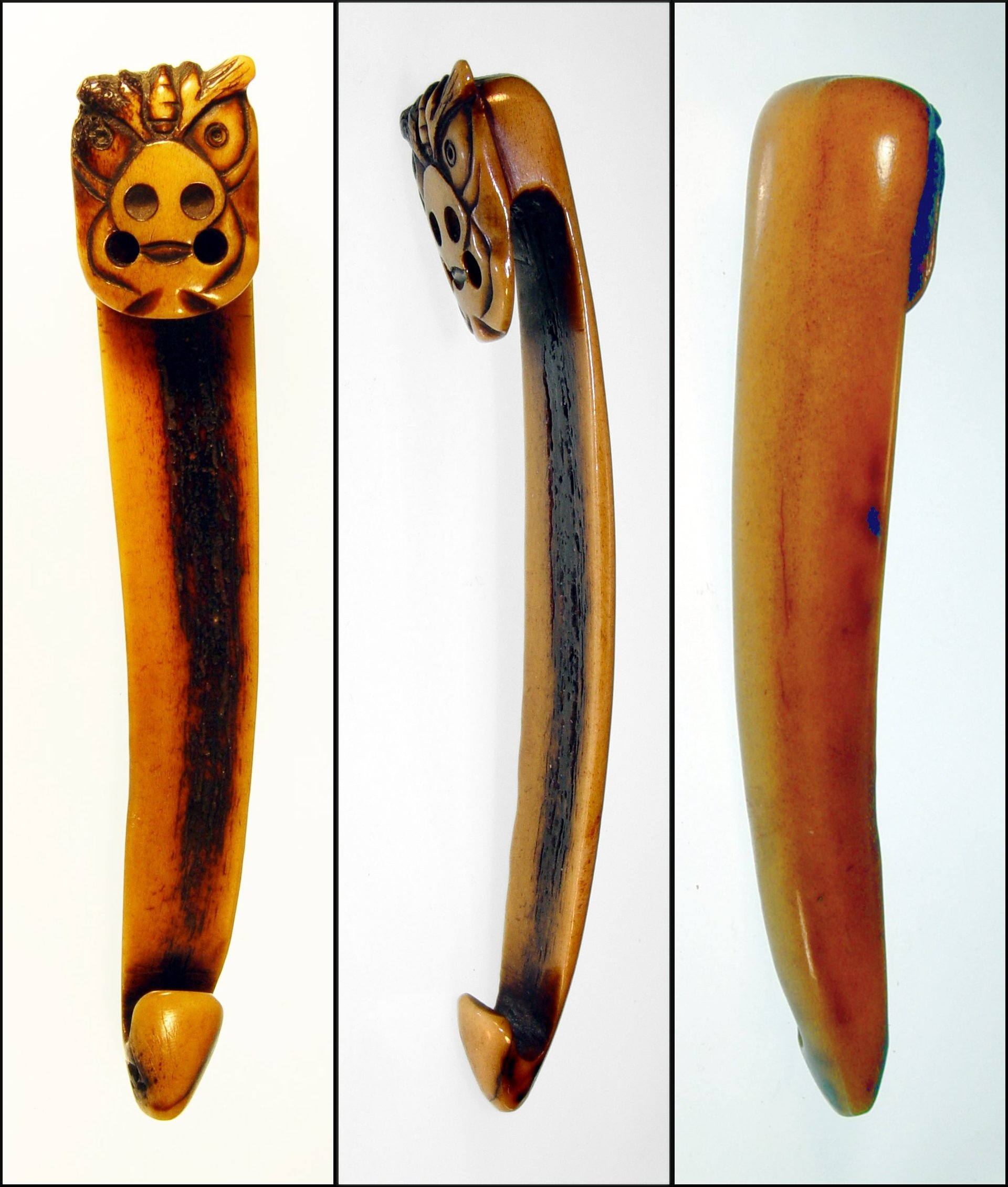
Sashi-Netsuke
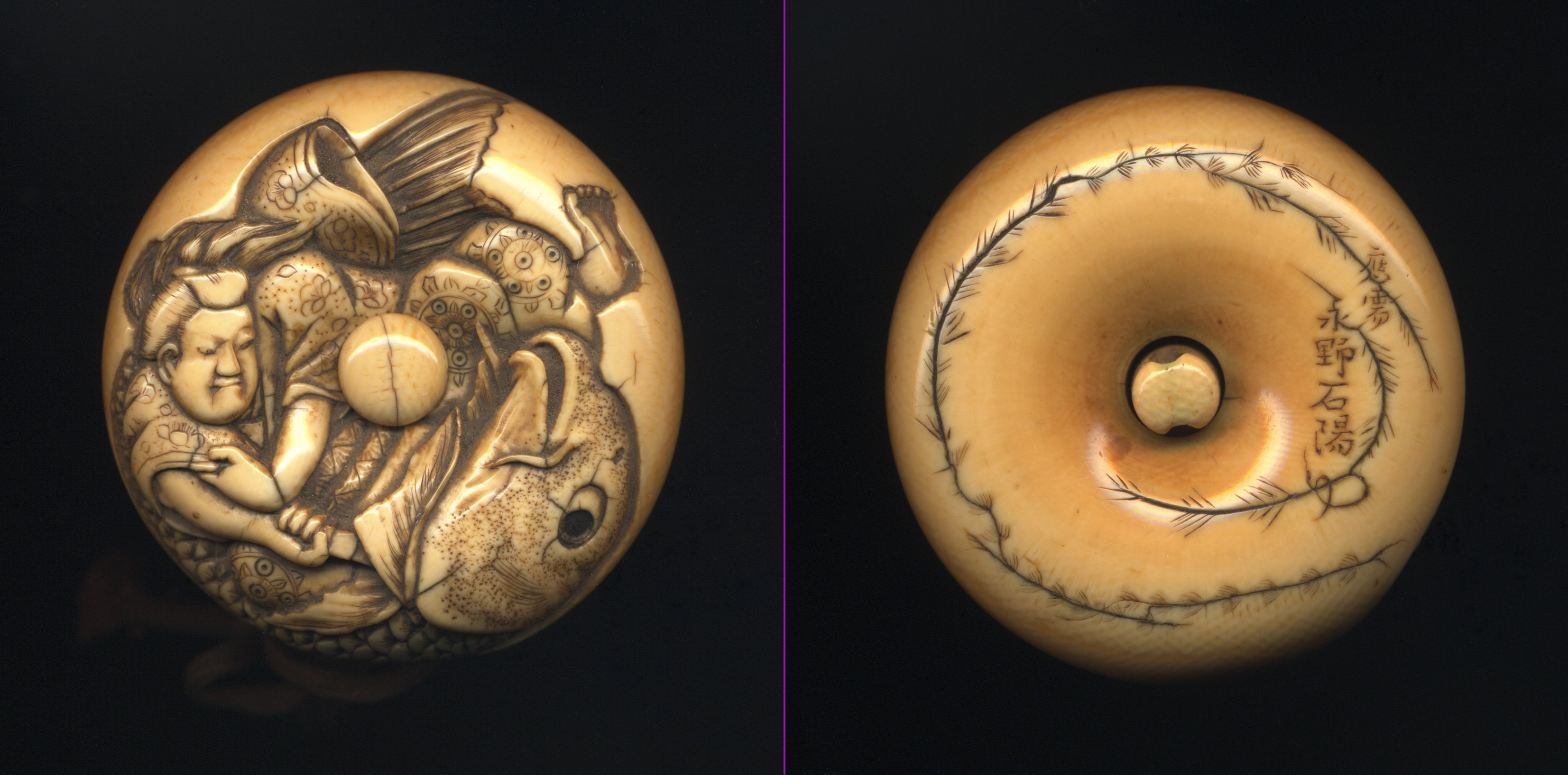
Manjū-Netsuke
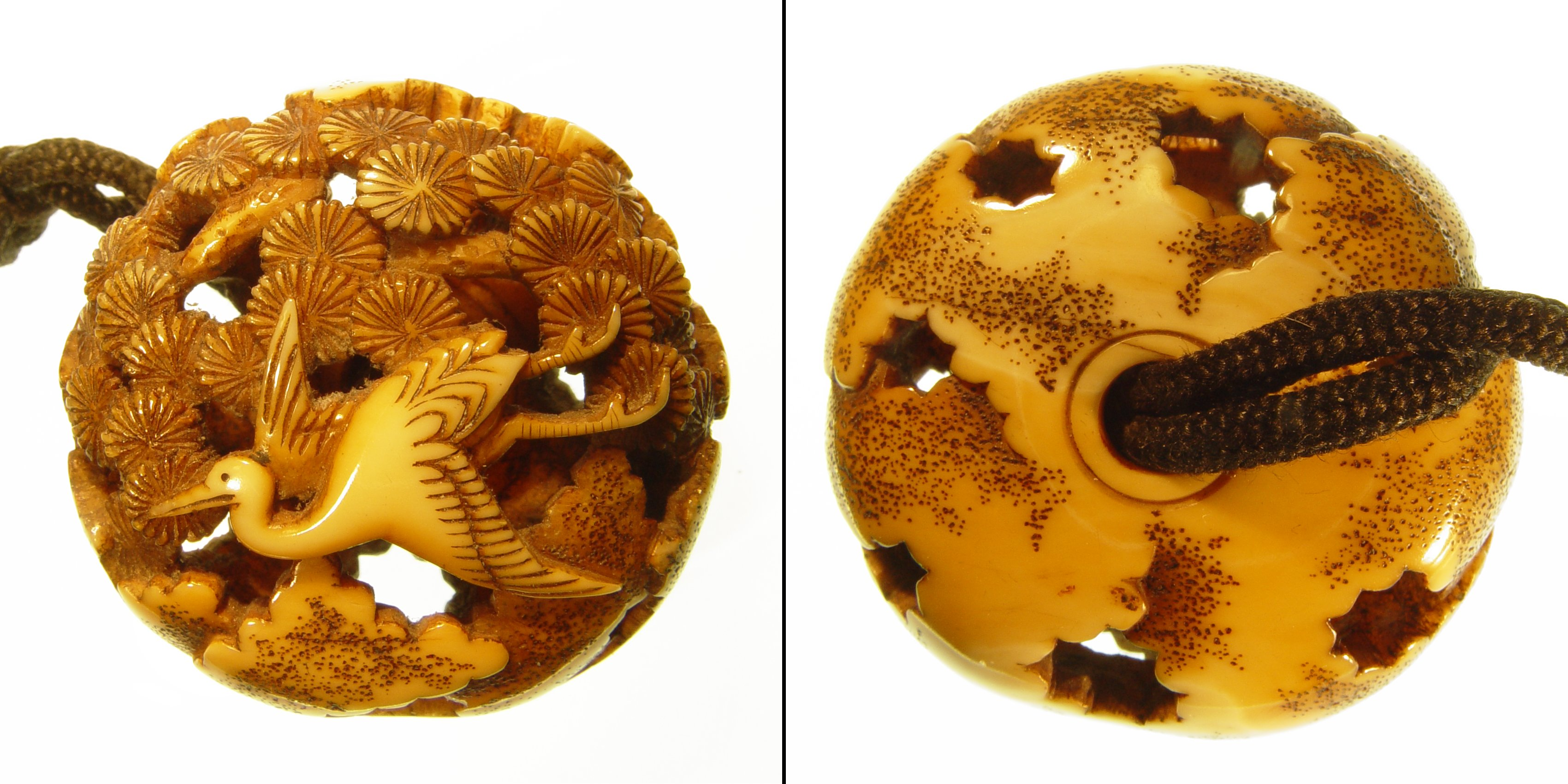
Ryūsa-Netsuke
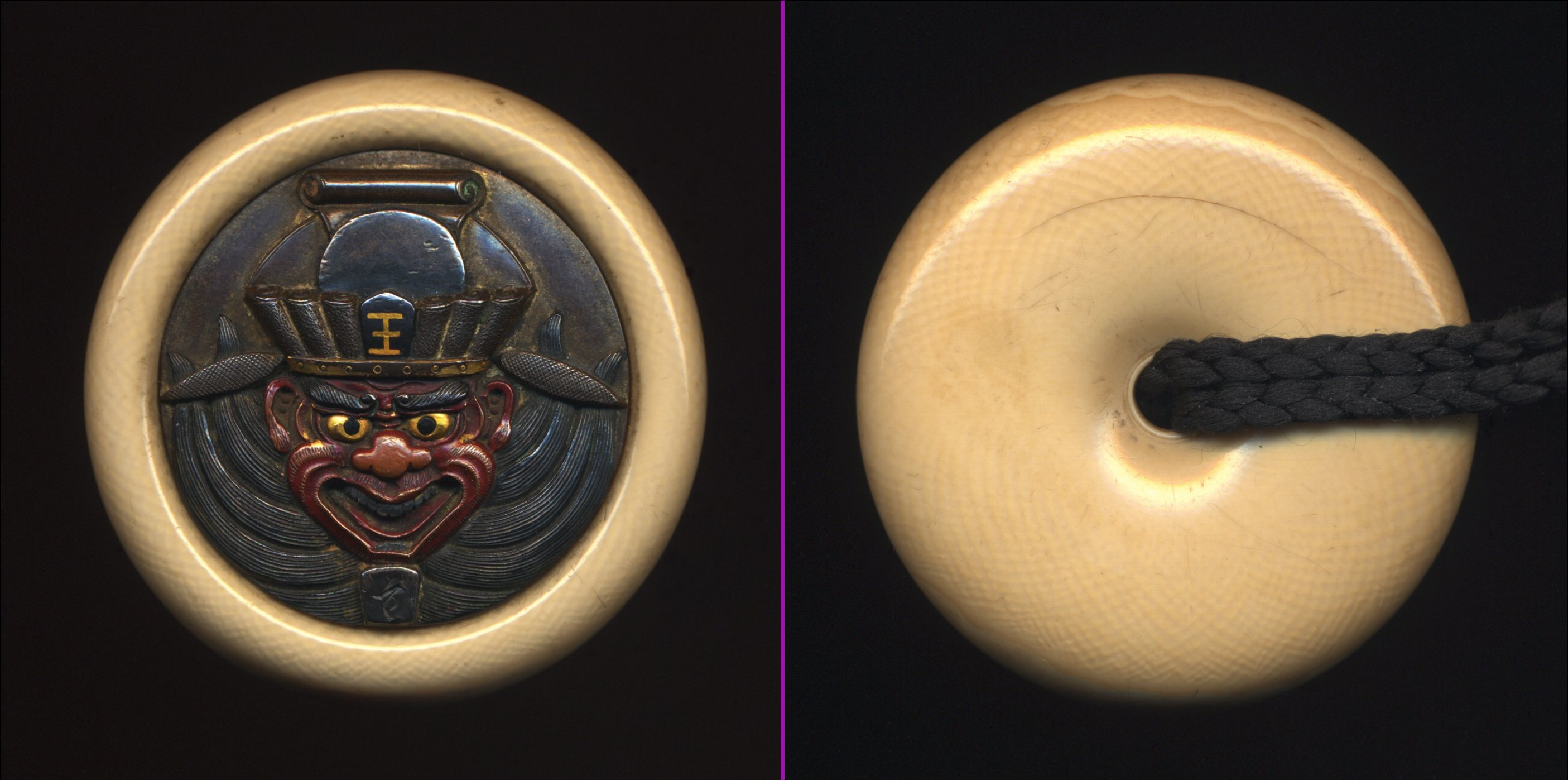
Kagamibuta-Netsuke
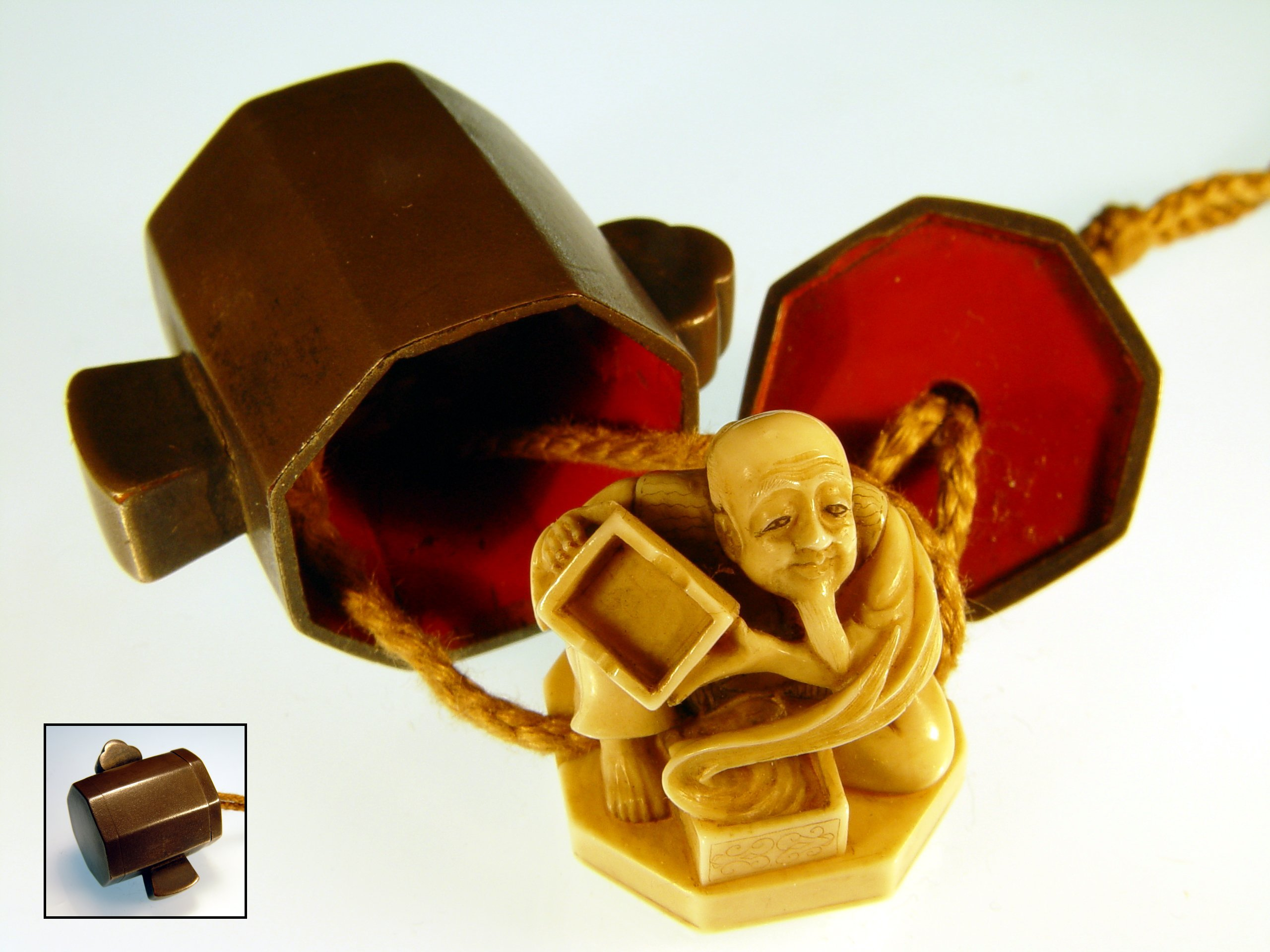
Karakuri-Netsuke

## Belletristik
- Der bekannteste Roman mit Bezug zu Netsuke ist Edmund de Waals Familiengeschichte The Hare with the Amber Eyes: a Hidden Inheritance veröffentlicht 2010. Der Titel bezieht sich auf eine der 264 Netsuke-Figuren, die de Waal von seinem Großonkel Iggy (Ignaz/Ignace) Leo Ephrussi geerbt hatte. 2011 erschien das Werk auf Deutsch unter dem Titel Der Hase mit den Bernsteinaugen. Das verborgene Erbe der Familie Ephrussi und wurde ein Bestseller.[7]

## Siehe auch

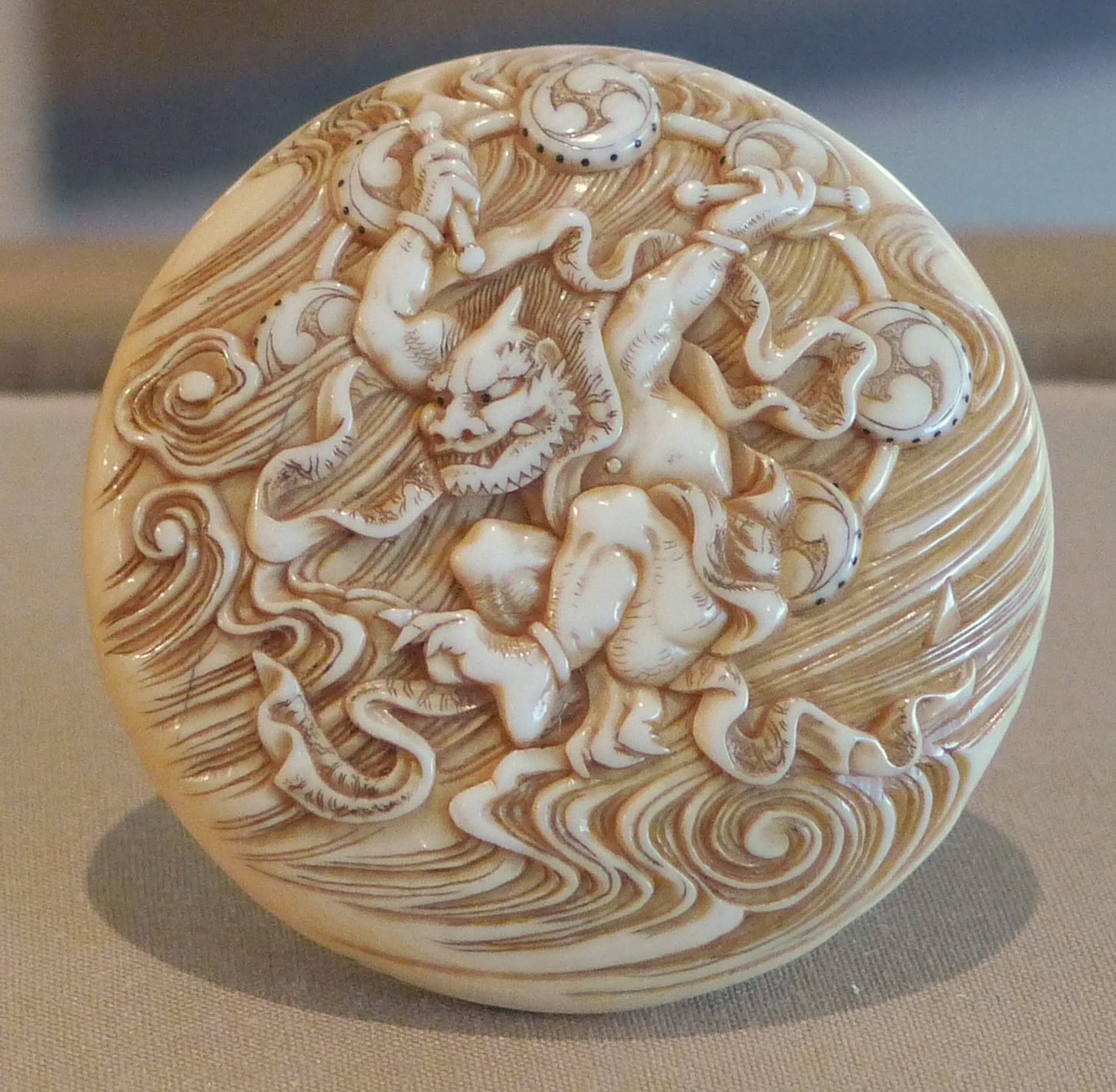
Netsuke, das Raijin darstellt